# Hòa Lộc, Mỏ Cày Bắc
Hòa Lộc là một xã thuộc huyện Mỏ Cày Bắc, tỉnh Bến Tre, Việt Nam.
Xã Hòa Lộc có diện tích 13,32 km², dân số năm 1999 là 9.159 người, mật độ dân số đạt 688 người/km².